# Guy Pratt
Guy Pratt is een Brits basgitarist.
Pratt heeft met diverse bands en artiesten samengewerkt, waaronder Pink Floyd (met David Gilmour en Nick Mason), Roxy Music (met Bryan Ferry), David Bowie, Madonna, Michael Jackson, The Smiths, Robert Palmer, Echo & the Bunnymen, Tears for Fears, Icehouse, Bananarama, Iggy Pop en Tom Jones. Begin jaren tachtig was hij ook een korte tijd lid van de groep Brilliant.
Hij is de zoon van acteur Mike Pratt. In 1996 trouwde hij met de dochter van Richard Wright.
In 1999 deed Pratt samen met Jimmy Cauty een poging op de nummer 1-hit voor kerst van 1999 te claimen met de novelty-act Solid Gold Chartbusters. Hierin werd ingespeeld op de populariteit van mobiele telefoons. De poging mislukte echter faliekant. 
In de laatste Pink Floyd concerttournees verving Pratt de originele bassist Roger Waters, maar werd nooit opgenomen als volwaardig lid van de groep.
Hij werkte wel samen met David Gilmour op zijn studioalbum Luck and Strange dat in 2024 uitkwam.